# Zalaköveskút
Zalaköveskút is een plaats (község) en gemeente in het Hongaarse comitaat Zala. Zalaköveskút telt 29 inwoners (2001). Zalakoveskút is ook een mooie plek om te fietsen voor bijvoorbeeld van Hevíz naar Zalakoveskút, mooie route naar de overige plekken zoals; nemesbük, een mooi plaatsje.